# Thongchai McIntyre
Thongchai McIntyre (thai: ธงไชย แมคอินไตย์), född 8 december 1958, mer känd under artistnamnet Bird, är en thailändsk manlig sångare. Han blev internationellt känd år 2002 för sin album "Chud Rab Kaek".

## Diskografi

### Album
- 1990 - Boomerang
- 1991 - Phrik Khee Noo
- 2002 - Chud Rab Kaek
- 2006 - Asar Sanuk

## Filmografi
- 1990 - Koo Kham
- 1993 - Wan Nee Thee Ro Koai
- 1993 - Kol Kimono